# Reynald Pedros
Reynald Pedros (ur. 10 października 1971 w Orleanie) – francuski piłkarz występujący na pozycji ofensywnego pomocnika.

## Kariera klubowa
Reynald Pedros zawodową karierę rozpoczynał w 1986 roku w FC Nantes. W jego barwach zadebiutował jednak dopiero w sezonie 1990/1991, natomiast miejsce w podstawowej jedenastce wywalczył sobie w sezonie 1992/1993. Razem z Nantes w 1995 roku sięgnął po tytuł mistrza kraju, w 1996 roku dotarł do półfinału Ligi Mistrzów, a łącznie dla drużyny „Kanarków” rozegrał 152 ligowe spotkania i strzelił 22 bramki. Podczas pobytu w Nantes Pedros był uznawany na najważniejszego gracza drużyny wspólnie z Patricem Loko i Nicolasem Ouédecem.
W pierwszej części rozgrywek 1996/1997 francuski gracz reprezentował barwy Olympique Marsylia, a w przerwie sezonu podpisał kontrakt z włoską Parmą. Razem z zespołem „Gialloblu” Pedros zajął drugie miejsce w Serie A, po czym na początku 1998 roku odszedł do SSC Napoli. W styczniu 1998 roku Francuz powrócił do kraju i został zawodnikiem Olympique Lyon, natomiast latem powrócił do Parmy. W sezonie 1998/1999 nie rozegrał dla niej jednak ani jednego spotkania.
W 1999 roku Pedros ponownie przeniósł się na francuskie boiska, gdzie reprezentował kolejno barwy takich drużyn jak Montpellier HSC, Toulouse FC oraz SC Bastia. W 2004 roku trafił do klubu Al-Khor z Kataru, a potem do Sud Nivernais Imphy Decize. Następnie grał w US La Baule, a w 2007 roku przeszedł do szwajcarskiego FC Baulmes. Grał w nim przez 1 sezon, po czym zakończył piłkarską karierę.

## Kariera reprezentacyjna
W reprezentacji Francji Pedros zadebiutował 28 lipca 1993 roku w wygranym 3:1 meczu przeciwko Rosji. W 1996 roku Aimé Jacquet powołał go do kadry na mistrzostwa Europy, na których Francuzi w półfinale zostali wyeliminowani w rzutach karnych przez Czechów. W konkursie jedenastek Pedros był jedynym piłkarzem, który nie strzelił bramki, bowiem jego słabe uderzenie obronił Petr Kouba, w efekcie czego Francja odpadła z turnieju. Łącznie dla drużyny narodowej Pedros rozegrał 25 spotkań i zdobył 4 gole.